# Xiaoshuo
Xiaoshuo (chinesisch 小說 / 小说, Pinyin xiǎoshuō – „kleine Erzählung“) bezeichnet eine Prosa-Literaturform der chinesischen Literatur. Diese Literaturform, die im Allgemeinen von westlichen Literaturwissenschaftlern „chinesische Novelle“ genannt wird, entstand aus der mündlichen Erzähltradition und genoss im Gegensatz zur Poesie oder dem kunstvollen Essay im alten China kein hohes Ansehen, da sie in verschriftlichter Umgangssprache und nicht in klassischem Chinesisch verfasst wurde. 
Es war mit dieser Kleinen Erzählung kein Ruhm, kein Amt zu gewinnen. Diese ursprünglich abwertende Bezeichnung Xiaoshuo wurde im Lauf der Zeit dann zur Gattungsbezeichnung für erzählende Prosa und Roman im Allgemeinen, wird allerdings in Büchern wie Die goldene Truhe (Wolfgang Bauer und Herbert Franke) auch ganz speziell für kurze, einprägsame Erzählungen verwendet, die am ehesten dem westlichen Verständnis von Novellen entsprechen. Zudem wird unterschieden zwischen schriftsprachlichen (siehe beispielsweise die Sammlung Jingu qiguan) und umgangssprachlichen (Tang-Zeit, 7.–9. Jahrhundert) Erzählungen, die erst im 12. und 13. Jahrhundert zur schriftlichen Form fanden.
Dieser Tradition entstammt auch die Gattungsbezeichnung für den modernen Roman, der im Chinesischen ebenfalls als Xiaoshuo bekannt ist.
Siehe auch: Mündliche Überlieferung, Roman (China)